# Aeropuerto Internacional Sardar Vallabhbhai Patel
El Aeropuerto Internacional Sardar Vallabhbhai Patel (IATA: AMD, OACI: VAAH) es un aeropuerto que da servicio a dos ciudades del estado de Guyarat, Ahmedabad y Gandhinagar. Se encuentra en Hansol, 9 km al norte de Ahmedabad. Recibe su nombre del antiguo primer ministro de Sardar Vallabhbhai Patel.
Es el octavo aeropuerto con más movimiento de la India, recibiendo 5,05 millones de pasajeros en 2014–15. Es un foco de vuelos de Air India y SpiceJet.

## Historia
El aeropuerto fue abierto en 1937. Los vuelos internacionales empezaron en 1992 y el aeropuerto fue nombrado un aeropuerto internacional el 23 de mayo de 2000. En 2010 una nueva terminal internacional, la Terminal 2, fue abierta. Una estatua de 5,5 m (18 ft) de altura de Sardar Vallabhbhai Patel fue inaugurada también.

## Terminales

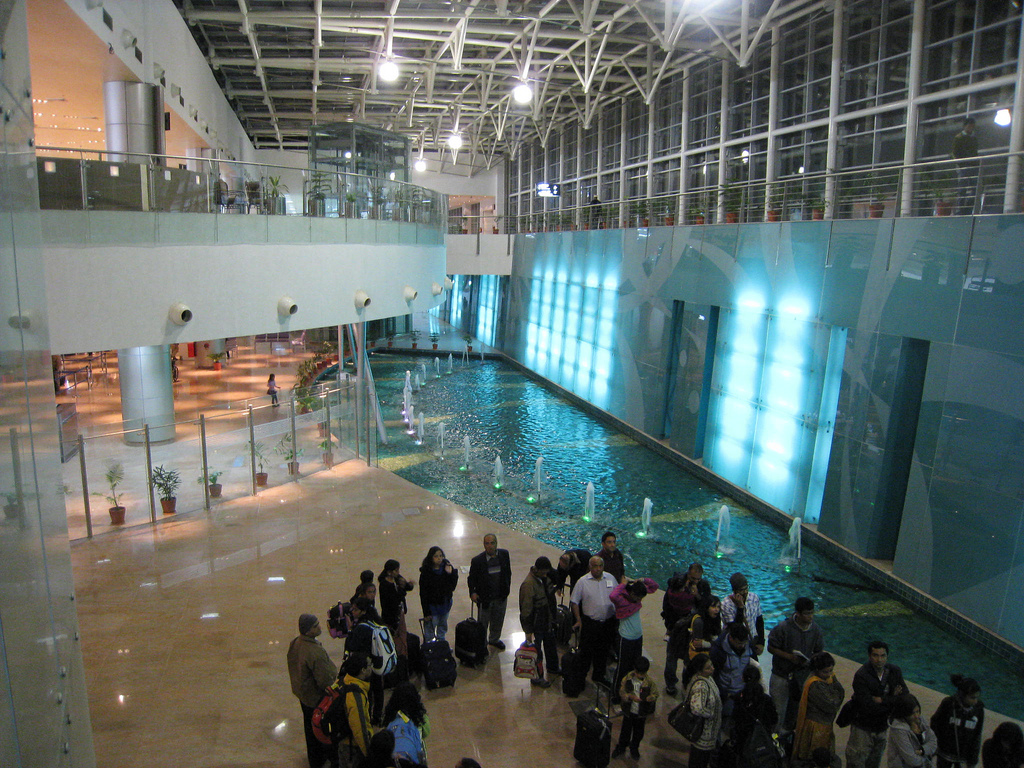
Interior de la Terminal 2.

### Terminal 1
La Terminal 1 tiene 32 mostradores de facturación y ocupa 45 000 m².

### Terminal 2
La Terminal 2 fue inaugurada el 4 de julio de 2010 y fue abierta para las aerolíneas el 15 de septiembre. Tiene cuatro pasarelas y 32 mostradores de facturación. La terminal ocupa 41 000 m² y tiene una capacidad de 1600 pasajeros. Se pueden aparcar nueve aviones Airbus A321 y cuatro aviones ATR 72 en la plataforma, que ocupa 51 975 m².

## Aerolíneas y destinos

### Destinos nacionales
| Aerolíneas         | Destinos |
| ------------------ | --- |
| Air India          | Nueva Delhi, Bombay |
| Air India Regional | Nashik |
| Akasa Air          | Bangalore, Bombay, Nueva Delhi |
| IndiGo             | Agra, Amritsar Bangalore, Bhopal, Bombay, Calculta, Chandigarh, Cochín, Dehradun, Goa, Indore, Jaipur, Jaisalmer, Jammu, Jodhpur, Hyderabad, Kolhapur, Lucknow, Madrás, Nagpur, Nueva Delhi, Patna, Pune, Raipur, Ranchi, Varanasi |
| SpiceJet           | Agra, Calcuta, Goa, Jaipur,Jaisalmer, Nueva Delhi, Pune, Siliguri |
| Star Air           | Belgaum, Bhuj |
| Vistara            | Bombay, Nueva Delhi |

### Destinos internacionales
| Ciudades por países    | Nombre del aeropuerto                    | Aerolíneas                            | Aeronaves |        |
| África                 | África                                   | África                                | África    | África |
| ---------------------- | ---------------------------------------- | ------------------------------------- | --------- | ------ |
| Kenia                  |                                          |                                       |           |        |
| Nairobi                | Aeropuerto Internacional Jomo Kenyatta   | Air India                             |           |        |
| Asia                   |                                          |                                       |           |        |
| Arabia Saudita         |                                          |                                       |           |        |
| Yida                   | Aeropuerto Internacional Rey Abdulaziz   | SpiceJet                              |           |        |
| Catar                  |                                          |                                       |           |        |
| Doha                   | Aeropuerto Internacional Hamad           | Qatar Airways                         |           |        |
| Emiratos Árabes Unidos |                                          |                                       |           |        |
| Abu Dabi               | Aeropuerto Internacional de Abu Dabi     | Air Arabia Etihad Airways             | A32x      |        |
| Dubái                  | Aeropuerto Internacional de Dubái        | Emirates Flydubai IndiGo SpiceJet     | B737      |        |
| Sharjah                | Aeropuerto Internacional de Sharjah      | Air Arabia                            | A32x      |        |
| Irak                   |                                          |                                       |           |        |
| Bagdad                 | Aeropuerto Internacional de Bagdad       | Iraqi Airways (vía NJF)               |           |        |
| Nayaf                  | Aeropuerto Internacional de Nayaf        | Iraqi Airways                         |           |        |
| Kuwait                 |                                          |                                       |           |        |
| Ciudad de Kuwait       | Aeropuerto Internacional de Kuwait       | IndiGo Jazeera Airways Kuwait Airways | A320x     |        |
| Singapur               |                                          |                                       |           |        |
| Singapur               | Aeropuerto Internacional de Singapur     | Singapore Airlines                    |           |        |
| Vietnam                |                                          |                                       |           |        |
| Ciudad Ho Chi Minh     | Aeropuerto Internacional de Tan Son Nhat | VietJet Air                           | A3xx      |        |
| Hanói                  | Aeropuerto Internacional de Nội Bài      | VietJet Air                           | A3xx      |        |
| Europa                 |                                          |                                       |           |        |
| Reino Unido            |                                          |                                       |           |        |
| Londres                | Aeropuerto Londres-Gatwick               | Air India                             |           |        |

## Accidentes e incidentes
- 12 de junio de 2025: El vuelo 171 de Air India, operado por un Boeing 787-8 Dreamliner, con la matricula VT-ANB, se estrelló durante el despegue en la zona de Meghani Nagar de Ahmedabad, cerca del perímetro del aeropuerto. Fallecieron 241 personas a bordo, incluyendo 53 en tierra. Solo un pasajero logró sobrevivir al saltar por la ventana de emergencia del avión en el accidente. Es la primera pérdida de casco de un Boeing 787 Dreamliner.[1]

## Estadísticas
Ver fuente y consulta Wikidata.